# Тройное убийство в Уолтеме
Тройное убийство в Уолтеме — крайне жестокое убийство трех человек, совершенное в городе Уолтем (Массачусетс) вечером 11 сентября 2011 года. У всех троих было перерезано горло, тела убитых были обсыпаны марихуаной и денежными купюрами общей суммой в 5000$. Следствие заключило, что убитые были знакомы с убийцами, и впустили их в дом добровольно. В последующую неделю после убийства оно получило широкую огласку в СМИ, но из-за отсутствия каких-либо продвижений в расследовании интерес к нему пропал.
Весной 2013 года дело получило неожиданный поворот: в ходе расследования взрывов на Бостонском марафоне стало известно, что Тамерлан Царнаев был близким другом одного из убитых. На данный момент Царнаев является главным подозреваемым в причастности к убийству.

## Обстоятельства дела
12 сентября 2011 года в доме, принадлежавшем Брендану Мессу, были найдены убитыми трое человек — сам хозяин дома (25 лет), Эрик Вайсман (31 год), и Рафаэль Текен (37 лет). Тела были найдены в трех разных комнатах. При осмотре дома не было найдено никаких признаков взлома, из чего следствие заключило, что жертвы сами пустили убийц в дом. Соседи убитого не видели и не слышали ничего подозрительного; тем не менее удалось установить, что двое неизвестных мужчин были замечены неподалеку от места преступления вечером 11 сентября.
Все убитые были физически сильны. Месс был тренером по MMA, Вайсман был бодибилдером, Текен также был тренером, поэтому представлялось вероятным, что убийц было несколько. Все убитые раньше подозревались в незаконной деятельности: в 2010 году Месс вместе с еще одним мужчиной был арестован за драку в магазине; в 2008 году Вайсман был обвинен в хранении марихуаны с целью продажи; по словам соседей Текена, он предположительно тоже занимался торговлей наркотиками. Тела убитых были обсыпаны марихуаной и долларовыми банкнотами, что следствие расценило как символический акт и заключило, что убийство было связано с наркоторговлей. Также рассматривался мотив национально-религиозной нетерпимости, так как двое из троих убитых (Вайсман и Текен, а по некоторым сведениям — и Месс) были евреями.

## Возможная связь с терактами в Бостоне
22 апреля 2013 года в The Boston Globe появилась информация, согласно которой Тамерлан Царнаев был близким другом Месса (хотя позднее между ними начались конфликты из-за образа жизни Месса, по мере того, как взгляды Царнаева становились все более радикальными). Один из родственников Месса также заметил, что Царнаев не пришел на похороны Месса, что было странным для близкого друга. Позднее следствие установило, что братья Царнаевы вполне могли находиться 11 сентября 2011 года поблизости от места преступления, согласно данным с их сотовых телефонов. Первоначально утверждалось, что убийство было совершено 12 сентября, но после того, как в The Boston Globe, Boston Herald и Wall Street Journal было отмечено, что 10-я годовщина терактов 11 сентября 2001 года могла быть весьма знаковой датой для исламских экстремистов, следствие пересмотрело материалы дела.
22 мая в Орландо, штат Флорида был убит знакомый Тамерлана Царнаева, иммигрант из Чечни Ибрагим Тодашев. По данным полиции перед смертью Тодашев признался на допросе, что в сентябре 2011 года он участвовал в убийстве трёх человек в Уолтэме вместе с Тамерланом Царнаевым.